# Amédée Baudit
Jean Amédée Baudit est un peintre suisse né à Genève le 1er mai 1825, ou peut-être 1826[réf. incomplète], et mort à Bordeaux le 12 septembre 1890.

## Biographie
Amédée Baudit est originaire d'une famille protestante qui s'est établie en Suisse après la révocation de l'édit de Nantes. Sa famille était établie près de l'ancien théâtre de la Place-Neuve.
En 1841-1842, il est entré dans l'atelier du peintre paysagiste suisse François Diday. François Diday avait formé le peintre Alexandre Calame à partir de 1829. Ces deux peintres ont été célèbres pour leurs tableaux représentant les Alpes pour lesquels ils ont reçu des prix.
Grâce à un modeste héritage, il a quitté Genève pour Paris où il s'est formé à la nouvelle école de peinture. Il expose son premier tableaux à Paris en 1852 représentant Le Mont Blanc et les Alpes, vues prises du Jura, soleil couchant. En 1853, il expose des sujets de peinture pris dans des sites français : L'approche de l'orage ; souvenir d'Auvergne, et Intérieur de bois ; Pyrénées. À l'Exposition universelle de 1855, il expose six tableaux comme peintre de l'École suisse.
En 1855, il expose pour la première fois au Salon de la Société des Amis des Arts de Bordeaux deux tableaux qui a été créée en 1851 : Les dunes de l'Armorique (Finistère) et Un Pâturage. Il a continué à envoyer des tableaux aux expositions de Paris et de Bordeaux jusqu'en 1890. Il a exposé au Salon de la Société des amis des arts de Pau en 1870.

## Œuvres
- Reims musée des Beaux-Arts, Coupée dans un bois, huile sur toile, 32.8  x 46.5 cm [5]

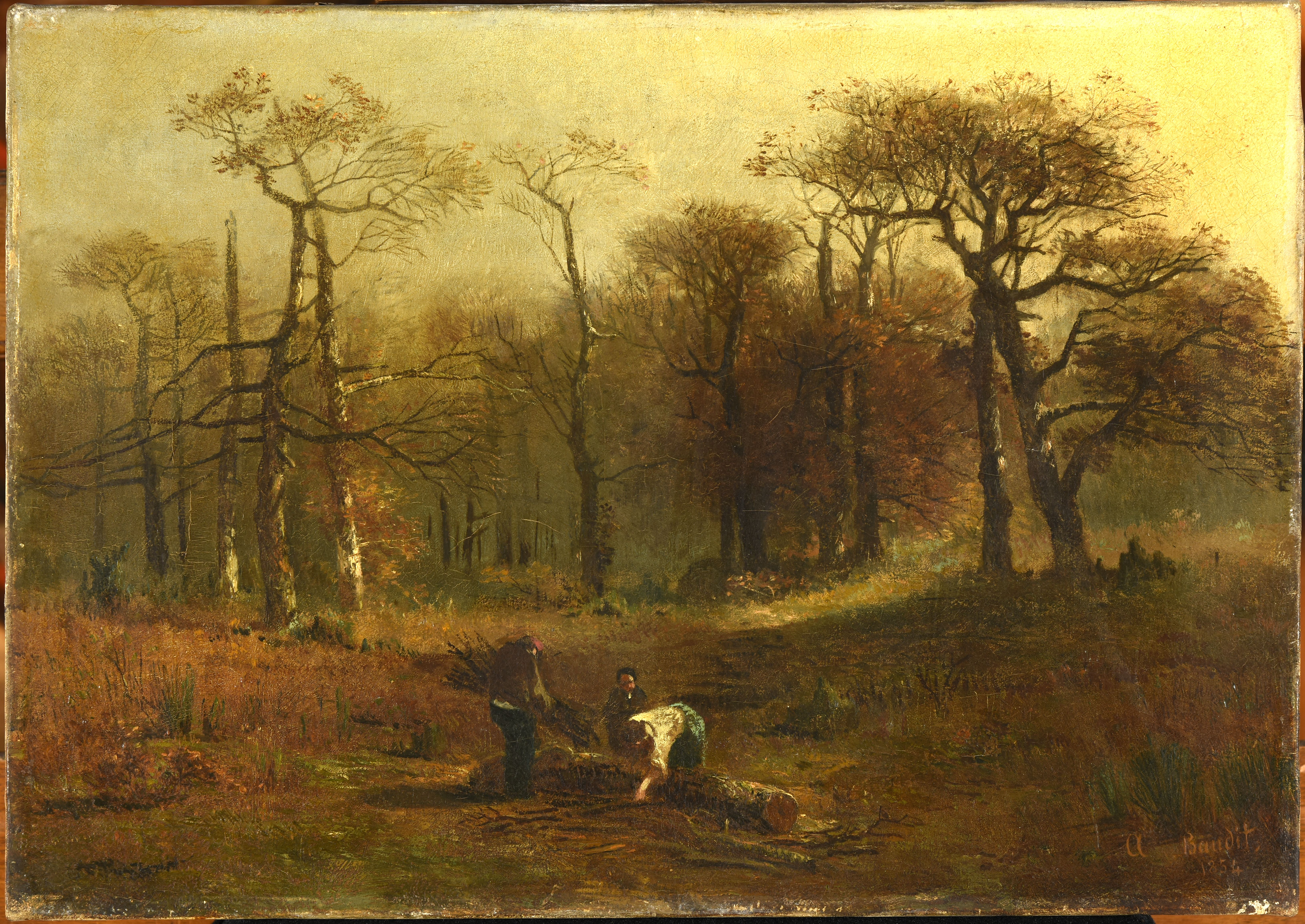
Coupée dans un bois, Musée des Beaux-Arts de Reims

## Élèves
- Madame Annaly, née à Bordeaux, elle participe au Salon de 1889.
- Jacques Henri Barennes, né à Bordeaux en 1852, et mort à Castelnau-de-Médoc en 1923.
- Georges Blois.
- Raoul Brun.
- Julien Calvé, né à Lormont en 1851, mort à Bordeaux en 1924.
- William Didier-Pouget, né à Toulouse.
- Jean-Pierre Héron.
- Louis de Portal, né à Paris.
- Alfred Smith[6].